# Mira Nair

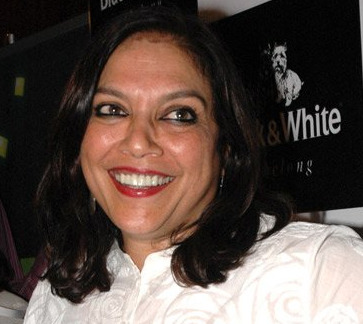
Mira Nair (2008)

Mira Nair (* 15. Oktober 1957 in Bhubaneswar, Orissa) ist eine indische Filmregisseurin, deren Wahlheimat New York ist. Ihr Debüt-Spielfilm Salaam Bombay! gewann die Caméra d’Or, den Regiepreis für den besten Debütfilm, beim Cannes Film Festival und wurde auch für einen Oscar nominiert.

## Werk
Mira Nair, die abwechselnd in New York, Delhi und der ugandischen Hauptstadt Kampala lebt, sieht sich selbst als Grenzgängerin „zwischen den Welten“, also den Lebensverhältnissen und Mentalitäten Indiens, Afrikas und der globalisierten westlichen Kultur. Ihr liegt daran, das ungeschützte, entbehrungsreiche Leben der Unterprivilegierten ins Blickfeld der Weltöffentlichkeit zu rücken.
Ihr größter Spielfilmerfolg, Salaam Bombay! (1988), erzählt die Geschichte eines Jungen vom Dorfe, der, gestrandet in der indischen Metropole Bombay, auf der Suche nach Arbeit, Freunden und einem neuen Leben, versucht, die 500 Rupien für die Heimreise in sein Dorf zusammenzusparen. Seine Erlebnisse, nicht nur viele Enttäuschungen, Unterdrückung und Betrug, sondern auch viel Lachen, Entdeckungen und Sichanfreunden war kommerziell erfolgreich und bekam positive Rezensionen. Für den Film erhielt Nair auf den Filmfestspielen in Cannes die Goldene Kamera für den besten Spielfilm des Wettbewerbs und den Publikumspreis „Prix du Publique“. Das Magazin der Süddeutschen Zeitung deckte 2009 auf, dass der Hauptdarsteller trotz des Erfolges des Films keine Unterstützung erhielt und ein Straßenkind und Slumbewohner blieb.
Mississippi Masala (1991) ist eine Rassengrenzen überschreitende Liebesgeschichte in den US-amerikanischen Südstaaten mit Denzel Washington und Sarita Choudhury. Der Spielfilm Die Perez-Familie erzählt von den Einstellungen, Notgedrungenheiten und unverwüstlichem Optimismus von Kuba-Flüchtlingen, die in den 1980ern nach Florida übersetzten. Monsoon Wedding ist ein Spielfilm über eine chaotische Großfamilienhochzeit in Punjab.
Mira Nair führt nicht nur Regie, sie produziert auch häufig ihre Filme selbst und hat dazu mit Mirabai Films eine eigene Produktionsfirma gegründet.

## Leben
In einer kleinen Stadt im nordindischen Bundesstaat Orissa wuchs Mira Nair als Jüngste von drei Geschwistern einer Mittelschichtsfamilie auf. Sie besuchte eine katholische Schule. Nach ihrem Abitur in Shimla studierte sie zunächst Sozialwissenschaften an der hauptstädtischen Delhi University. Zunächst hobbymäßig erarbeitete sie sich hier über mehrere Jahre die Fertigkeiten einer Straßen- und Amateurtheaterschauspielerin. Als 19-Jährige ging sie mit einem aufgrund entsprechender Leistungsnachweise erworbenen Stipendium nach Harvard. Dort lernte sie ihren ersten Ehemann, den Fotografen Mitch Epstein, kennen. Drei Jahre später bereits präsentierte sie ihren ersten eigenen Film, Jama Masjid Street Journal. Für den letzten von vieren in dieser experimentellen Reihe, India Cabaret bekam sie 1985 den Preis für den besten Dokumentarfilm des American Film Festivals. Es ist ein aus vielen Blickwinkeln kunstvoll zusammengebautes Porträt von Strippern in einem Nachtclub in Bombay.
International bekannt wurde Nair erst 1988 mit Salaam Bombay!, der mit der Caméra d’Or und dem Publikumspreis der Filmfestspiele in Cannes ausgezeichnet wurde und Nominierungen für einen Oscar, einen César sowie Bafta und Golden Globe Award erhielt. In deutschen Kinos waren auch zwei ihrer nächsten Filme, Mississippi Masala (1991) und Kama Sutra (1996), zu sehen. Für Monsoon Wedding hat sie den Goldenen Löwen bei den Filmfestspielen in Venedig 2001 erhalten. 2002 war sie Mitglied der Berlinale-Jury. 2012 wurde Mira Nair mit dem indischen Staatsorden Padma Bhushan ausgezeichnet. Im selben Jahr eröffnete sie mit der außer Konkurrenz laufenden Literaturverfilmung The Reluctant Fundamentalist die 69. Internationalen Filmfestspiele von Venedig.
Nair wurde 1981 von ihrem ersten Ehemann geschieden. Ihren zweiten Ehemann Mahmood Mamdani, einen Professor,  lernte sie 1988 in Uganda kennen, als sie sich dort für Recherchen zu ihrem Film Mississippi Masala aufhielt. 1991 wurde ihr Sohn Zohran Mamdani geboren, der mittlerweile als Politiker aktiv ist. Sie lebt gegenwärtig mit ihrer Familie in Kampala und New York, wo sie auch an der Columbia University unterrichtet.

## Filmografie
- 1979: Jama Masjid Street Journal
- 1982: So Far from India
- 1985: India Cabaret (TV)
- 1987: Children of a Desired Sex (TV)
- 1988: Salaam Bombay!
- 1991: Mississippi Masala
- 1995: The Perez Family
- 1996: Kama Sutra: A Tale of Love
- 1998: My Own Country (TV)
- 1999: The Laughing Club of India (TV)
- 2001: Monsoon Wedding
- 2002: Hysterical Blindness (TV)
- 2002: 11′09″01 – September 11 (Episode India)
- 2004: Vanity Fair – Jahrmarkt der Eitelkeit (Vanity Fair)
- 2006: Namesake – Zwei Welten, eine Reise (The Namesake)
- 2009: Amelia
- 2009: New York, I Love You
- 2012: The Reluctant Fundamentalist
- 2016: Queen of Katwe
- 2020: A Suitable Boy (TV)
- 2022: Das Vermächtnis von Montezuma (National Treasure: Edge of History, TV)